# Justine Triet
Justine Triet (Fécamp, 17 luglio 1978) è una regista e sceneggiatrice francese.
È stata acclamata dalla critica per aver diretto e sceneggiato il film Anatomia di una caduta, vincitore della Palma d'oro al Festival di Cannes 2023. Per il medesimo film si è aggiudicata due Golden Globe, un Critics Choice Award, un Premio BAFTA e l’Oscar alla miglior sceneggiatura originale, venendo candidata anche per l’Oscar al miglior regista.

## Biografia
Justine Triet nasce a Fécamp nel 1978. All'età di vent'anni inizia i suoi studi all'École nationale supérieure des beaux-arts di Parigi, laureandosi nel 2003. Mentre studia lavora a stretto contatto con la fotografa tedesca Barbara Leisgen e matura la sua prima esperienza di scrittura come cosceneggiatrice di Faites vos jeux, insieme a Thomas Levy-Lasne.
Dopo la laurea partecipa a diversi concorsi cinematografici: il suo cortometraggio Trasverse (2004) è selezionato ai Rencontres Internationales Paris/Berlin, L'amour est un chien de l'enfer (2006) è proiettato alla Biennale d'arte contemporanea di Lione. Entrambi questi film affrontano aspetti legati all'attualità sociale e politica, concentrandosi sulla "coreografia" delle manifestazioni politiche e degli assembramenti pubblici.
Questo interesse guida anche la sua opera successiva, Sur place, un documentario realizzato nel 2007 incentrato sulle proteste studentesche contro il Contrat Première Embauche proposto dal governo francese per far fronte al problema della disoccupazione giovanile.
Nel 2009 dirige il cortometraggio-documentario Des ombres dans la maison, ambientato nella periferia di San Paolo, in Brasile, che racconta la storia del quindicenne Gustavo, della madre alcolista e dell'assistente sociale, pastore della chiesa evangelica, che deve deciderne o meno l'affidamento. Questo film rappresenta una svolta nel suo lavoro, perché pur confermando il suo interesse per i fenomeni di massa, come quelli che hanno al centro i predicatori, introduce una più marcata attenzione e un'intimità con i personaggi di cui narra la storia.
Nel 2012, sperimentando per la prima volta il genere fiction, realizza il cortometraggio Vilaine fille, mauvais garçon, una commedia centrata sull'incontro di due persone dissimili e “due solitudini”, in una città di notte: Thomas, un giovane artista, sempre al verde e privo di legami, e Laetitia, una giovane donna attraente e intelligente. Proiettato in numerosi festival internazionali, tra cui il Festival Internazionale del Cinema di Berlino 2012, viene candidato all'Orso d'oro per il miglior cortometraggio e vince il Prix UIP Berlin.
Il suo primo lungometraggio, La Bataille de Solférino (2013), mette insieme avvenimenti pubblici - il resoconto di quanto accadde nel quartier generale del Partito socialista, in rue de Solférino, la notte dei risultati delle elezioni presidenziali del 2012 che diedero la vittoria a François Hollande - con eventi privati, i litigi della giornalista con l'ex marito, avvenuti in contemporanea, su questioni riguardanti la custodia delle figlie e gli alimenti.
Con Antonin Peretjatko, Guillaume Brac, Sébastien Betbeder, Djinn Carrenard e Vincent Macaigne, fa parte di una generazione di giovani cineasti francesi evidenziata dal critico Stéphane Delorme nei Cahiers du cinéma dell'aprile 2013 e rivelata al Festival di Cannes 2013, perché presente per la prima volta nella programmazione dell'Associazione Cinema Indipendente per la sua Diffusione (ACID).
Il secondo lungometraggio, Tutti gli uomini di Victoria (2016), con Virginie Efira, Vincent Lacoste e Melvil Poupaud, esce nelle sale parigine nel settembre 2016, dopo essere stato presentato in anteprima mondiale alla Settimana della Critica del Festival di Cannes.
Sempre a Cannes sono in concorso Sibyl - Labirinti di donna (2019) e Anatomia di una caduta (2023). Quest'ultimo in particolare segna un svolta drammatica nella sua filmografia, facendole vincere la Palma d'oro.
Nel gennaio 2024 il suo film Anatomia di una caduta vince sia il premio come miglior film straniero che per la miglior sceneggiatura ai Golden Globe, mentre a marzo dello stesso si aggiudica il Premio Oscar alla miglior sceneggiatura originale alla 96ª edizione dei premi Oscar.

## Vita privata
È la compagna del regista Arthur Harari, con cui ha due figlie.

## Filmografia

### Lungometraggi
- La Bataille de Solférino (2013)
- Tutti gli uomini di Victoria (Victoria) (2016)
- Sibyl - Labirinti di donna (Sibyl) (2019)
- Anatomia di una caduta (Anatomie d'une chute) (2023)

### Cortometraggi e mediometraggi
- Sur place (2007) – cortometraggio documentario
- Des ombres dans la maison (2010) – mediometraggio documentario
- Vilaine fille, mauvais garçon (2012) – cortometraggio

## Riconoscimenti
- Festival di Cannes
  - 2016 – In concorso alla Semaine de de la Critique con Tutti gli uomini di Vittoria
  - 2019 – In concorso per la Palma d'oro con Sybil - Labirinti di donna
  - 2023 – Palma d'oro per Anatomia di una caduta
- Premio Oscar
  - 2024 - Migliore sceneggiatura originale per Anatomia di una caduta[13]
  - 2024 - Candidatura alla miglior regista per Anatomia di una caduta
- Golden Globe
  - 2024 - Migliore sceneggiatura per Anatomia di una caduta
  - 2024 - Miglior film straniero per Anatomia di una caduta
- Premio BAFTA
  - 2024 - Candidatura alla miglior regista per Anatomia di una caduta
  - 2024 - Migliore sceneggiatura originale per Anatomia di una caduta
  - 2024 - Candidatura al miglior film straniero per Anatomia di una caduta
- Critics Choice Awards
  - 2024 - Miglior film straniero per Anatomia di una caduta
- Premio César
  - 2014 – Candidatura alla migliore opera prima per La Bataille de Solférino
  - 2017 – Candidatura alla miglior sceneggiatura originale per Tutti gli uomini di Victoria
- David di Donatello
  - 2024 - Miglior film internazionale per Anatomia di una caduta
- European Film Award
  - 2012 – Candidatura al miglior cortometraggio per Vilaine fille, mauvais garçon
  - 2023 - European Film Awards per il miglior regista per Anatomia di una caduta
  - 2023 - European Film Awards per la miglior sceneggiatura per Anatomia di una caduta[14]
- Gotham Independent Film Awards
  - 2023 - Candidatura alla miglior sceneggiatura per Anatomia di una caduta
- Premio Lumière
  - 2024 - Migliore sceneggiatura per Anatomia di una caduta